# Гидо Вестервеле
Гидо Вестервеле (рођен 27. децембра 1961 — 18. март 2016) био је немачки либерални политичар, министар спољних послова од 2009. до 2013. и вођа Странке слободних демократа (2001−2011)
Након савезних парламентарних избора у Немачкој 2009, постао је министар спољних послова и вицеканцелар у конзервативно-либералној влади са Ангелом Меркел из Хришћанско-демократске уније као канцеларом.

## Детињство, младост и образовање
Гидо Вестервеле је рођен у Бад Хонефу у Немачкој. Гимназију је завршио 1980, а студирао је право на Универзитету у Бону од 1980. до 1987. Први и други државни правни испит је положио 1987. и 1991, када је почео да ради као адвокат у Бону. Звање доктора права је стекао 1994. на Универзитету у Хагену, бранећи дисертацију на тему „Закони о странкама и политичке организације младих“.

## Странка слободних демократа
Вестервеле се придружио Странци слободних демократа (FDP) 1980. Био је један од оснивача „Младих либерала“, организације младих FDP. Њен председавајући је постао 1983, победивши Андреаса Рајхела у изборима за наследника Ханса-Јоакима Отоа, и на том положају остао до 1988. Од 1988. је члан Савезног извршног одбора странке, а од 1993. до 1998. је осим овога вио и председавајући одбора FDP у Бону. Као свог узора је навео Ханса-Дитриха Геншера.
Од 1994. до 2001. је био генерални секретар странке, за време председавајућих Клауса Кинкела и Волфганга Герхарта. На овом положају је имао значајну улогу у реформулацији програма партије („Визбаденски принципи“) и водио је комсију која је сачинила нацрт програма.
Изабран је за посланика у Бундестагу (немачком парламенту) 8. фебруара 1996. За наследника Волфганга Герхарта на месту председавајућег FDP је изабран са великом већином на савезном конгресу странке у Диселдорфу 4. маја 2001. године, као најмлађи до тада на том месту. Он је позиционирао странке пре свега у образовној и економској политици. Настојао је да странку усмери тако да буде „независна алтернатива и CDU/CSU и црвено-зеленима“ и трудио се да буде на једнаком одстојању од обе велике групације. На изборима у септембру 2002. је био кандидат странке за канцелара, што је био једини пут да је Странка слободних демократа номиновала свог кандидата (на изборима 2005, Вестервеле је поново био просто први на листи). За изборе 2002. је странка првобитно усвојила тзв. „Пројекат 18“, по којем је прокламован циљ од 18% гласова. Сам Вестервеле је у кампањи обилазио Немачку у тзв. „гидомобилу“, а носио је и посебне ципеле са бројем 18. Посета кући „Великог Брата“ (у телевизијском ријалити-шоу програму) донела му је критике да се бави чисто забавном политиком. Број гласова које је Странка слободних демократа освојила попео се са 1,2% на 7,4%.
За председника странке је поново изабран 2003. са 79,8% гласова делегата, 2005. у Келну са 80,1% гласова, 2007. у Штутгарту са 87,6% гласова, и 2009. са 95,8% гласова.
За изборе 2005, Вестервеле је на примарним изборима за кандидата FDP добио 48 од 49 гласова у изборној јединици у Бону (истој у којој је 2002. победио на општим изборима са 14% гласова), а у Северној Рајни-Вестфалији је добио 93,1% гласова за место првог на националној листи. Изабран је са 8,7% гласова.
1. маја 2006, по договору који је са Волфгангом Герхартом начинио након избора за Бундестаг 2005, наследио је Герхарта као вођа посланичке групе у Бундестагу. Ову одлуку је гласањем претходно потврдила и посланичка група, мада са значајно мањом подршком него за претходни Герхартов реизбор.
Када је Ангела Меркел 2006. оформила „велику коалицију“ са Социјалдемократском партијом Немачке, Вестервеле је постао вођа највеће странке која није на власти и тако званични вођа опозиције у Бундестагу.
На изборима за Бундестаг 27. септембра 2009, Странка слободних демократа је освојила 14,5% гласова, што је довољно за оформљавање владајуће коалиције са конзервативном CDU/CSU. У тренутном кабинету Ангеле Маркел Вестервеле је министар спољних послова Немачке.

## Политика
Вестервеле чврсто подржава слободно тржиште и предлагач је реформи које би окончале немачку државу благостања и либерализовале немачке законе о раду. Залаже се за значајна смањења пореза и верује у мању владу. Иако су ови ставови у складу са општим усмерењем његове странке, Вестервелеово председавање странком је искусило значајне контроверзе. Критичари унутар Странке слободних демократа и ван ње су га оптуживали да је усредсређивао своју енергију на односе са јавношћу уместо развијања и залагања за здраву јавну политику. Сам Вестервеле, за којег многи сматрају да је изабран за председавајућег посебно зато што је његов претходник Волфганг Герхарт виђен као крут и досадан, је својевремено свој приступ назвао „политиком задовољства“.
У интервјуу у фебруару 2003, Вестервеле је описао синдикате као „кугу наше државе“ и рекао да су синдикалне вође „гробари социјалне државе и просперитета у нашој држави“.
Након избора 2005, надоградио је своју репутацију одбијајући да компромитује линију своје политичке странке и искључујући могуће учешће у коалицији са Социјалдемократском и Зеленом партијом.

## Лични живот
Вестервелеови родитељи су такође правници. Одрастао је са тројицом браће, само са оцем.
Вестервеле је био први национално познати политичари о чијој се хомосексуалности отворено разговарало, мада су Клаус Воверајт и Оле фон Бојст пре њега јавно обзнанили своју оријентацију. 20. јула 2004. је присуствовао прослави 50. рођендана Ангеле Меркел у пратњи свог партнера, Михаела Мронца, келнског бизнисмена и брата ранијег тениског професионалца Александера Мронца, потврђујући тако да је геј. Овај потез, који је био први пут да је присуствовао званичном скупу са својим партнером, није изазвао веће контроверзе у немачкој јавности.
Присуствовао је Билдербершкој конференцији 2007.